# Jesień (obraz Józefa Chełmońskiego, 1875)
Jesień – obraz olejny autorstwa Józefa Chełmońskiego, namalowany w 1875 roku.

## Historia
Obraz powstał w okresie warszawskim, powstał na poddaszu Hotelu Europejskiego w Warszawie. Należał od 1891 roku do Juliusza Wertheima w Warszawie, kolejnym właścicielem został jego syn Piotr Wertheim. Dzieło uchodziło za zaginione po II wojnie światowej. Został wystawiony na aukcji w Galerie Horszowski we Wrocławiu w 1994 i sprzedany osobie prywatnej. W 1997 roku został ponownie wystawiony na aukcji, tym razem w Warszawie, gdzie został zakupiony przez osobę prywatną do wrocławskiej kolekcji. Następnie w domu aukcyjnym Agra-Art płótno zostało wylicytowane za 1 530 000 zł w 2017 roku. Jest w posiadaniu osoby prywatnej, pozostaje w depozycie Muzeum Narodowego w Warszawie.

## Charakterystyka
Obraz został namalowany techniką olejną na płótnie o wymiarach 74 na 157 cm (według innego źródła: 75 na 159 cm). Sygnowany w lewym dolnym rogu: JÓZEF CHEŁMOŃSKI / W WARSZAWIE / 1875 r. Malarz odtworzył na obrazie nastrój ponurego, deszczowego, zmierzchającego dnia. Na obrazie widnieje wiejskie domostwo z pozamykanymi okiennicami, dookoła trwa wichura, a psy kulą się pod drzwiami chaty; obok budynku znajduje się żuraw studzienny.

## Odbiór krytyczny
Dzieło zebrało stosunkowo przychylne komentarze krytyków. Wojciech Gerson wymieniał je pośród, jego zdaniem, obrazów wielkiej wagi pod względem charakteru w dorobku artysty, obok Wieczoru letniego i Czwórki. Pozytywnie wyraził się np. Henryk Struve w „Kłosach”: Tak nie wygląda jesień rzeczywista; tak ją tylko odczuwa serce ludzkie w chwilach wewnętrznego rozstroju… Pochlebną opinię o obrazie wyraził także Bolesław Prus, chwaląc zmysł obserwacji Józefa Chełmońskiego. Henryk Piątkowski uznał Jesień za pierwszy obraz nastrojowy w polskim malarstwie, uważał go za pejzaż psychologiczny z szalonym nastrojem. Władysław Bartkiewicz chwalił dzieło za jego prostotę. Maciej Masłowski zwrócił uwagę na psy, które u niego wywołują wzruszenie i które chciałoby się pogłaskać.